# Al-Hashr
Al-Hashr “O Desterro” (do árabe: سورة الحشر) é a quinquagésima nona sura do Alcorão e tem 24 ayats. A sura descreve a expulsão da tribo judia de Banu Nadir, e diz que isso foi resultado das tranguessões dos Judeus contra a lei de Alá. O ayat 16 dá a entender que o homem possui o livre-arbítrio e que satanás não seria responsável pelos pecados destes.